# Lijst van burgemeesters van Loon op Zand
Dit is een lijst van burgemeesters van de Nederlandse gemeente Loon op Zand in de provincie Noord-Brabant.
| Ambtsperiode | Naam burgemeester                              | Partij of stroming | Bijzonderheden               |
| ------------ | ---------------------------------------------- | ------------------ | ---------------------------- |
| 1810 - 1821  | J.C. Tijsmans                                  |                    | maire/schout                 |
| 1821 - 1855  | Pieter van den Hummel                          |                    |                              |
| 1856 - 1865  | jhr. Arnoldus Antonius Josephus Marie Verheyen |                    |                              |
| 1865 - 1901  | P. van Dortmond                                |                    |                              |
| 1901 - 1933  | J.L. van Besouw                                |                    |                              |
| 1934 - 1944  | J.A.F. Mallens                                 |                    |                              |
| 1944 - 1945  | J.M.G. van Kemenade                            |                    | waarnemend                   |
| 1945 - 1948  | J.A.F. Mallens                                 |                    |                              |
| 1948 - 1963  | R.J.Th. van der Heijden                        |                    |                              |
| 1963 - 1974  | Louis (L.M.J.) van Erp                         | KVP                |                              |
| 1975 - 1985  | Ferdinand (F.A.A.M.) Fiévez                    | KVP / CDA          |                              |
| 1985 - 1995  | Hans (J.P.A.) van Dun                          | CDA                |                              |
| 1995 - 1997  | Jan de Geus                                    | CDA                | waarnemend                   |
| 1997 - 2004  | Jan Weierink                                   | VVD                |                              |
| 2004         | Kees (C.J.J.A.) Leijten                        | PvdA               | waarnemend                   |
| 2004 - 2010  | Ria (H.J.G.J.) van Hoek-Martens                | D66                |                              |
| 2010 - 2017  | Wim (W.C.) Luijendijk                          | PvdA               | van 2008 tot 2010 waarnemend |
| 2017 - 2024  | Hanne (J.) van Aart                            | VVD                | [ 2 ]                        |
| 2024 - heden | Erik (H.A.G.) Ronnes                           | CDA                | waarnemend                   |